# Maximilian Fretter-Pico
Maximilian Fretter-Pico (6 de fevereiro de 1892 - 4 de abril de 1984) foi um general alemão que serviu na Wehrmacht durante a Segunda Guerra Mundial. Foi condecorado com a Cruz de Cavaleiro da Cruz de Ferro com Folhas de Carvalho.

## Vida pregressa
Maximilian nasceu em 6 de fevereiro de 1892 em Karlsruhe, Baden-Württemberg, no Império Alemão. Ele se juntou ao Regimento de Artilharia de Campanha "Grão-Duque" (1º Badisches) No. 14 (em alemão:  Feldartillerie-Regiment „Großherzog“ (1. Badisches) Nr. 14) do Exército Prussiano em Karlsruhe em 20 de setembro de 1910 como candidato a oficial, e frequentou a Escola Militar em Danzig de março a novembro de 1911. Em 27 de janeiro de 1912 foi promovido a tenente (em alemão:  Leutnant) e completou um curso na escola de artilharia em Jüterbog de setembro de 1913 a janeiro de 1914.

## Primeira Guerra Mundial
Com seu regimento, ele foi para a Primeira Guerra Mundial como ajudante e assumiu um pelotão de armas anti-balão em janeiro de 1915. Em 18 de setembro de 1915, foi promovido a tenente sênior (alemão: Oberleutnant). Em maio de 1916 ele desistiu de seu comando novamente e trabalhou como ajudante em várias brigadas e divisões até 1918. Em janeiro e fevereiro de 1918 completou o treinamento de estado-maior geral no alto comando do Grupo de Exércitos Duke Albrecht von Württemberg. Antes do fim da guerra, ele foi promovido a capitão (alemão: Hauptmann) em 18 de outubro de 1918 e, como tal, foi aceito no Reichswehr.

## Segunda Guerra Mundial
Após o início da Segunda Guerra Mundial, o Comando Geral foi renomeado para XXIV Corpo de Exército em 17 de setembro de 1939. Como parte da Campanha do Oeste, o corpo participou dos combates na França. Em 1 de março de 1941 Maximilian foi promovido a major-general (alemão: Generalmajor ) e em abril do mesmo ano ele foi brevemente transferido para o Führerreserve. Em 19 de abril de 1941, ele assumiu o cargo de comandante da 97ª Divisão de Infantaria Leve (alemão: 97. leichte Infanterie-Division). Com esta unidade lutou desde o início da Operação Barbarossa, o ataque à União Soviética, na área do Grupo de Exércitos Sul. Em 1 de novembro de 1941, a divisão tomou a cidade de Artemovsk e, como medida para o próximo inverno, expandiu-a para um centro de abastecimento e reaparelhamento para o 17º Exército. Para fazer isso, a divisão teve que tirar a cidade do alcance da artilharia inimiga, o que foi alcançado por novos avanços para o leste e pela formação da linha Troitskoye-Kalinowo-Kaganowitscha. Embora esta linha tenha ido muito além das capacidades de defesa de uma divisão e não houvesse equipamento de inverno suficiente, a divisão foi capaz de repelir os ataques inimigos das tropas inimigas em grande número em dezembro.
Para o sucesso de sua divisão, Fretter-Pico foi condecorado com a Cruz de Cavaleiro da Cruz de Ferro em 27 de dezembro de 1941 e foi-lhe confiada a liderança do XXX. Corpo do Exército. Em 15 de janeiro de 1942 foi promovido a tenente-general (alemão: Generalleutnant) e em 1 de junho de 1942 a general da artilharia (alemão: General der Artillerie) e, portanto, comandante geral do corpo (alemão: Kommandierender General des Korps).
No inverno de 1942/43, Fretter-Pico liderou a divisão do exército Fretter-Pico (alemão: Armeeabteilung Fretter-Pico), que foi temporariamente formada a partir de seu corpo, e depois novamente o XXX Corpo do Exército. No início de julho de 1944, ele foi brevemente transferido para o Führerreserve para assumir o comando do 6º Exército no meio do mês, que foi destruído um pouco mais tarde durante a operação soviética de Jassy-Kishinev e depois teve que ser reorganizado. Devido à subordinação do 2º e 3º Exército húngaro , foi temporariamente referido como o Grupo de Exércitos Fretter-Pico (alemão: Armeegruppe Fretter-Pico). Esta formação participou da Batalha de Debrecen, de 6 a 29 de outubro de 1944. Em 23 de dezembro de 1944, ele desistiu de seu comando. Isso o colocou em 25 de março de 1945 como assessor na corte marcial em Torgau contra o General der Panzertruppe Walter Fries. Contrariamente à ordem expressa de Hitler, Fries havia desistido da cidade de Varsóvia , que havia sido declarada fortaleza (alemão: Festung), e retirou as tropas alemãs. O julgamento terminou em 30 de março de 1945 com a absolvição de Fries e Fretter-Pico foi nomeado comandante do distrito militar IX, baseado em Kassel (alemão: Wehrkreis IX (Kassel)), sendo este seu último comando. Lá ele foi feito prisioneiro pelo Exército dos EUA em 22 de abril de 1945 sendo libertado em meados de 1947.

## Condecorações
| Cruz de Ferro (1914) 2ª Classe                                        | 12 de outubro de 1914  |
| Cruz de Ferro (1914) 1ª Classe                                        | 23 de dezembro de 1916 |
| Distintivo de Feridos (1918) em Preto                                 |                        |
| Cruz de Cavaleiro 2ª Classe da Ordem do Leão de Zähringer com Espadas |                        |
| Cruz Hanseatica de Hamburgo                                           |                        |
| Cruz de Ferro (1939) 2ª Classe                                        | 31 de outubro de 1939  |
| Cruz de Ferro (1939) 1ª Classe                                        | 16 de junho de 1940    |
| Cruz Germânica em Ouro                                                | 19 de setembro de 1942 |
| Cruz de Cavaleiro da Cruz de Ferro                                    | 26 de dezembro de 1941 |
| Cruz de Cavaleiro da Cruz de Ferro com Folhas de Carvalho nº 368      | 16 de janeiro de 1944  |
| Mencionado na Wehrmachtbericht                                        | 30 de outubro de 1944  |